# 戊辰公園
戊辰公園（ぼしんこうえん）は新潟市中央区関屋下川原町にある公園。1932年に開園。色部長門君追念碑が建立されている。公園の管理者は新潟市東部地域土木事務所。

## 歴史

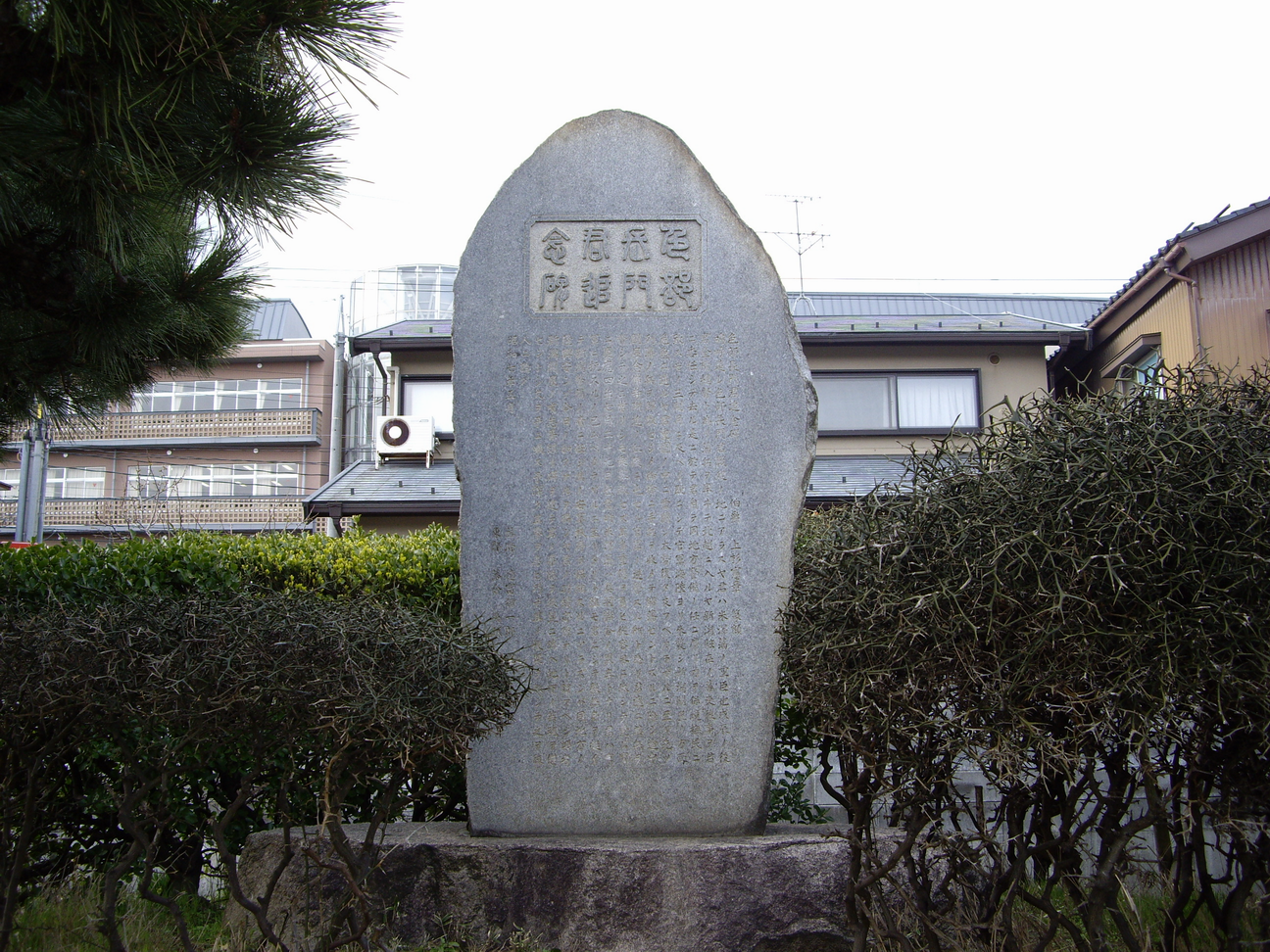
戊辰公園にある色部長門君追念碑

1868年（慶応4年）に鳥羽・伏見の戦いに始まった戊辰戦争の舞台は例外なく新潟町にも及び、関屋において激しい戦闘が起こり、のちに関屋戊辰戦争と呼ばれた。その新潟町の警備の為、旧幕府軍の総督として駐留した米沢藩の家老の色部長門の活躍と慰霊を込めて1932年（昭和7年）8月30日に関屋戊辰戦蹟保存会の会長だった斉藤巳三郎を発起人として多くの有志により色部長門君追念碑が建立され、この地を戊辰公園とし、史跡として保存する事とした。

## 地理
古くから関屋一帯は砂畑が多く広がり、茄子や南瓜などが多く収穫されていた。太平洋戦争後の昭和30年頃までは砂畑も残って居たが、近年の都市化に伴って公園前は国道116号線が敷かれ、公園裏手には新潟県立新潟高等学校が建ち、周辺には住宅が多く建設されており、一帯に広がっていた砂畑は現在は殆ど見る事は出来ず、当時の面影は残っていない。